# Friedrich Schlichtegroll
Adolf Heinrich Friedrich Schlichtegroll (1765–1822) est un biographe allemand.

## Biographe
À partir de 1787, il enseigne principalement la religion, l'hébreu, l'allemand et le latin au lycée Illustre de Gotha (de). Depuis 1788, Schlichtegroll travaille à temps partiel et bénévolement dans la bibliothèque ducale (de) d'Ernest II de Saxe-Gotha-Altenbourg au château de Friedenstein auprès du directeur Johann Gottfried Geißler (de), où il catalogue les anciens imprimés et établissait un nouveau catalogue de matières.
En 1797, Schlichtegroll publie un travail sur la collection de gemmes de Philipp von Stosch (1691-1757) en français et en allemand. En 1798, il devient l'assistant de son beau-père et prend aussitôt en charge la supervision du cabinet des monnaies ducal. Comme cette nouvelle fonction l'occupe entièrement, il démissionne en 1800 de son poste de professeur au lycée, après avoir continué à enseigner sans être rémunéré pendant un certain temps, jusqu'à l'embauche d'un nouveau professeur. En 1802, il est nommé bibliothécaire ducal, où il collabore aussi bien avec le philologue classique Friedrich Jacobs qu'avec le bibliothécaire Hamberger.
Il s'intéresse de très près à la numismatique et publia son ouvrage Annalen der gesammten Numismatik en 1804, qui est très apprécié par les spécialistes. Il participe également à l'achat de la collection de monnaies du baron Wilhelm von Knobelsdorff, qui se trouve à Constantinople en tant qu'ambassadeur de Prusse et qui l'a rassemblée là-bas. Friedrich Schlichtegroll reçoit cette collection à Berlin en 1803 et la remet à Ernest II.

## Œuvres
Il est l'auteur du Nekrolog der Teutschen (« Nécrologe des Allemands »), publié en 34 volumes entre 1790 et 1806. C'est dans cette nécrologie qu'à l'année 1791 (Nekrolog auf das Jahr 1791), parue en 1793, il publie la première biographie de Mozart.